# Bitagron
Bitagron é uma cidade do Suriname, localizada no distrito de Sipaliwini, a 24 metros acima do nível do mar.